# Gianni Celeste
Gianni Celeste, geboren als Giovanni Grasso (* 24. Juni 1964 in Catania) ist ein italienischer Sänger neapolitanischen Genres.

## Biographie
Seit seiner Jugend war er großer Verehrer von Mario Trevi und 1984 veröffentlichte er sein erstes eigenes Album Ricordo d'estate, welches im folgenden Jahr auf den Markt kam und sich 50.000 Mal verkaufte. Es folgten Konzertauftritte auf Sizilien. Ab 1986 widmete er sich ausschließlich der Musik und veröffentlichte sein nächstes Album Il mio cammino (Mein Weg). Im Jahre 1987 war er an erster Stelle der verkauften neapolitanischen LPs. Mit seiner LP L'amante, welche sich 100.000 Mal verkaufte, wurde er international berühmt. Er ist bis heute als Musiker tätig. Sein erster Film, Vite perdute unter der Regie von Giorgio Castellani wurde 1992 produziert.

## Diskografie

### Studioalben
- 1985: Ricordo d’estate
- 1986: Il mio cammino
- 1987: Gianni Celeste Vol.3
- 1988: Gianni Celeste Vol.4
- 1988: Sognando Napoli
- 1989: Sognando Napoli vol.2
- 1989: Poesie
- 1990: Un po’ del mio cuore
- 1990: Attimi d’amore
- 1991: Dieci note in riva al mare
- 1992: Anima
- 1992: Album
- 1993: Stelle
- 1993: Nuvole
- 1994: Carezze
- 1994: Racconti
- 1995: Profumo di...
- 1995: Canzoni d’amore e di mala
- 1995: Neve e...
- 1996: No stop
- 1996: Favole
- 1997: Ieri e...
- 1997: Oggi
- 1997: Trasparente
- 1998: Ciao
- 1998: Emozioni
- 1999: Storie
- 1999: Passato e presente
- 2000: Nuovo millennio
- 2000: Celeste canta... D’Angelo
- 2000: For You
- 2001: Tilt
- 2001: D’Angelo a modo mio
- 2001: I miei ricordi
- 2002: Lei è donna
- 2002: Incanto
- 2003: Reality
- 2003: Cuoreamore
- 2003: I successi
- 2003: L’amante
- 2004: Pe’ piacere
- 2004: Amoreneomelodico
- 2004: Ieri e oggi
- 2004: Successi e inediti
- 2004: Successi e inediti vol.2
- 2004: Le donne...
- 2004: Un angelo
- 2004: ...Io & lui (mit Massimo)
- 2005: Musica & poesia
- 2005: Storie di vita
- 2005: Indelebile
- 2005: E le sue belle canzoni
- 2005: Raccolta di successi
- 2005: Inedito
- 2006: La storia continua (mit Massimo)
- 2006: I miei pensieri
- 2006: Without Limits
- 2007: Io, lui & Vezzosi (mit Massimo e Gianni Vezzosi)
- 2007: Momenti e frammenti d’amore
- 2007: Emblema
- 2008: Effetto speciale
- 2008: Vado forte
- 2009: Senza paragoni
- 2009: Gianni Celeste & Friends
- 2010: Terra mia
- 2011: Voglia e f’ammore
- 2012: Paura d’amore
- 2013: A prescindere
- 2014: È vita
- 2016: L’essenza
- 2018: Icastico
- 2021: Lockdown

### Kompilationen
- 1992: I miei successi Vol.1
- 1992: I miei successi Vol.2
- 1992: I miei successi Vol.3
- 1994: I miei successi Vol.4
- 1998: I miei successi e...
- 2002: Gianni Celeste Hits
- 2011: Gianni Celeste Collezione
- 2016: The Best 2016

### Singles
| Jahr | Titel Album                                          | Höchstplatzierung, Gesamtwochen, AuszeichnungChartsChartplatzierungen (Jahr, Titel, Album, Platzierungen, Wochen, Auszeichnungen, Anmerkungen) | Anmerkungen             |
| Jahr | Titel Album                                          | IT | Anmerkungen             |
| ---- | ---------------------------------------------------- | --- | ----------------------- |
| 2005 | Tu comm'a mme (povero gabbiano) Raccolta di successi | IT86 (1 Wo.)IT | Charteinstieg erst 2022 |

### Videoalben
- 2004: Video Collection
- 2007: The Legend Live
- 2011: Attenti a noi... 2 (mit Gianni Vezzosi)